# Lompobattangsångare
Lompobattangsångare (Phylloscopus sarasinorum) är en fågel i familjen lövsångare inom ordningen tättingar. Den förekommer enbart i bergstrakter på sydvästra Sulawesi i Indonesien. Fram tills nyligen behandlades den och sulawesisångaren (P. nesophilus). Arten tros minska i antal till följd av skogsavverkningar. IUCN kategoriserar den som nära hotad.

## Utseende
Lompobattangsångaren är en medelstor familj med brunaktig ovansida med grön anstrykning och ljusgul undersida. Näbben är övervägande svartaktig och benen mörka. På huvudet syns ett otydligt centralt hjässband, på vingarna ett ljust band på större täckarna och på stjärten en tydlig mängd vitt på stjärten, det senare dock bara synligt i flykten och underifrån. Närbesläktade sulawesisångaren saknar både hjässband och vingband samt har mindre vitt i stjärten.

## Utbredning och systematik
Lompobattangsångaren förekommer endast på sydvästra delen av ön Sulawesi i Indonesien. Den inkluderade tidigare arten Phylloscopus nesophilus, då med svenska trivialnamnet sulawesisångare. Sedan 2021 urskiljer dock tongivande International Ornithological Congress (IOC) nesophilus som egen art efter studier, sedan 2022 även av Clements et al. Det svenska trivialnamnet sulawesisångare har i samband med detta flyttats över till nesophilus som har den vidare utbredningen, medan den lokalt förekommande sarasinorum döpts om till lompobattangsångare.

### Släktestillhörighet
DNA-studier visar att släktet Phylloscopus är parafyletiskt gentemot Seicercus. Dels är ett stort antal Phylloscopus-arter närmare släkt med Seicercus-arterna än med andra Phylloscopus (bland annat lompobattangsångare), dels är inte heller arterna i Seicercus varandras närmaste släktingar. Olika taxonomiska auktoriteter har löst detta på olika sätt. De flesta expanderar numera Phylloscopus till att omfatta hela familjen lövsångare, vilket är den hållning som följs här. Andra som Howard & Moore flyttar lompobattangsångaren med släktingar till ett expanderat Seicercus.

### Familjetillhörighet
Lövsångarna behandlades tidigare som en del av den stora familjen sångare (Sylviidae). Genetiska studier har dock visat att sångarna inte är varandras närmaste släktingar. Istället är de en del av en klad som även omfattar timalior, lärkor, bulbyler, stjärtmesar och svalor. Idag delas därför Sylviidae upp i ett antal familjer, däribland Phylloscopidae. Lövsångarnas närmaste släktingar är familjerna cettior (Cettiidae), stjärtmesar (Aegithalidae) samt den nyligen urskilda afrikanska familjen hylior (Hyliidae).

## Levnadssätt
Lompobattangsångaren hittas i skogar och skogsbryn i bergstrakter. Den ses ofta som en del av kringvandrande artblandade flockar.

## Status
Lompobattangsångaren har ett begränsat utbredningsområde där omfattande skogsavverkningar pågår, vilket tros påverka populationen negativt. IUCN kategoriserar den därför som nära hotad. Beståndet uppskattas till mellan 50 000 och 100 000 vuxna individer.